# 古榕武庙
23°32′37″N 116°21′19″E / 23.54356°N 116.35517°E
古榕武庙又称揭阳关帝庙，位于中国广东省揭阳市榕城区天福路，1993年被列为揭阳市文物保护单位，2002年被列为广东省文物保护单位，2013年被列为第七批全国重点文物保护单位。
古榕武庙始建于明嘉靖三十七年（1558年），占地面积为1400平方米。现存戏台、山门、大殿等建筑，以精美的木雕构件而著称。